# Pristimantis euphronides
Pristimantis euphronides é uma espécie de anfíbio  da família Craugastoridae.
É endémica de Granada.
Os seus habitats naturais são: florestas subtropicais ou tropicais húmidas de baixa altitude e pastagens.
Está ameaçada por perda de habitat.